# سيمينا مورلا لينش
سيمينا مورلا لينش (بالإسبانية: Ximena Morla Lynch) ولدت في عام 1891-وتوفيت في عام 1987، معروفة أيضا باسم "سيمينا مورلا دي سوبيركاسيوس"، كاتبة وناشطة تشيلية نسوية. أبنة الكاتبة لويزا لينش والسياسي المحافظ كارلوس مورلا فيكونيا، كان لديها خمسة أشقاء، بينهم كارلوس، دبلوماسي، وكارمن، كاتب.
حفيدتها هي الروائية إليزابيث سوبركاسيوس.

## أعمالها
ومن المعروف أن جزءا من إنتاجها الأدبي غير منشور أو متناثر في الصحف والمجلات كما هو الحال أيضا مع الكتاب النسويين الآخرين في عصر مثل والدتها وشقيقتها، ماريا لويزا فرنانديز، وسارة هوبنر دي فريسنو. [4] ويعتبر عملها الأدبي جزءا من أوائل القرن العشرين، الذي يسعى إلى تعزيز التفكير النسوي والكفاح من أجل حقوق المرأة. 
بالنسبة لبعض المؤلفين، يمكن تصنيف عملها ضمن ما يسمى ؛النسوية الأرستقراطية aristocratic feminism، جنبا إلى جنب مع كاتبات مثل إلفيرا سانتا كروز أوسا، بلانكا سانتا كروز أوسا، إينيس إتيفيريا بيلو، ماريا مرسيدس فيال، تيريزا ويلمز مونت، ماريا لويزا فرنانديز، و ماريانا كوكس منديز. 
الجلسات الروحانية التي عقدتها مع شقيقتها كارمن في أوائل القرن العشرين ألهمت المسرحيات والروايات. في Grupo 7، جماعة مورلا التي تنتمي إليها الرسامة ماريا توبر (1893-1965) .
وقد تم تعزيز اهتمامها في الفن من خلال رحلاتها إلى أوروبا. ضمن الدائرة الفكرية التي كان بإمكان سيمينا مورلا الوصول إليها، فقابلت بابلو بيكاسو، فرناند ليجر، خوان غريس وآنا بافلوفا وأوغست رينوار.
كما أنها قدمت اللوحات الزيتية على القماش. كانت أيضا مصورة ومبدعة من التراكيب الخيالية من النمط التقليدي.

## المعارض
- 1977: Municipality of Zapallar, Zapallar, Chile

- 1915: Exposición Anual de Bellas Artes, Salón Oficial, Santiago
- 1927: Exposición de Bellas Artes, Salón Oficial, Santiago
- 1936: Exposición Nacional de Artes Plásticas de Valparaíso
- 1963: Salón Oficial de Artes Plásticas, Santiago
- 1975: La Mujer en el Arte, Museo Nacional de Bellas artes, Santiago
- 1915 Mención Honrosa en Dibujo en la Exposición Anual de Bellas Artes, Santiago, Chile.